# Педі
Пе́ді (бапеді, північні суто) — народ групи банту у Південній Африці.
Люди педі проживають у Південно-Африканській Республіці у районах на північ від міста Преторія — 2,62 млн осіб та у прикордонних районах Зімбабве (80 тис. осіб) та Ботсвани (5 тис. осіб).
Розмовляють мовою педі, яка належить до банту мов; близькі до тсвана і басото, яких нерідко всіх разом розглядають як єдину етнічну спільноту.
Додержуються традиційних вірувань (анімізм, культ предків), частина — протестанти.
Основні традиційні заняття — ручне землеробство (сорго, кукурудза) і скотарство (велика і дрібна рогата худоба). Ремесла — гончарство, виготовлення дерев'яного посуду та прикрас із бісеру. Поширене відходництво на плантації.
Існували вождівства, тотемні клани, ініціації молоді тощо.